# Idaea pallidaria
Idaea pallidaria là một loài bướm đêm trong họ Geometridae.